# Cell (Dragon Ball-szereplő)
Cell (セル; Szeru) egy kitalált szereplő és ő az egyik fő gonosztevő a Dragon Ball Z anime sorozatban. A neve a sejt szóból ered (cell). Fő célja az, hogy világuralomra törjön és ő legyen a legerősebb.

## Eredet
Miután Son Goku kiskorában legyőzte a Vörös Szalag Csoportot, annak egy tudósa, Dr. Gero (C-20) elmenekült, és kutatásokba kezdett, hogy bosszút állhasson Gokun. Amellett, hogy létrehozta az Androidokat (C-16, C-17, C-18, C-19), még létrehozott egy kis bogárszerű robotot, ami egyrészt adatokat gyűjtött Goku harci stílusáról, másrészt különböző harcosok sejtjeit is összegyűjtötte (Son Goku, Vegita, Ifjú Sátán/Piccolo, Tensinhan, Dermesztő és apja (Cold Tábornok), hogy később Dr. Gero géntechnológiai eljárásokkal létrehozhassa belőlük Cellt. Úgy tervezte, hogy Cellnek lesz egy Tökéletes Formája, amit akkor érhet el, hogyha elnyeli C-17-et és C-18-at. Azonban mire Cell létrejött, addigra Jövőbeli Trunks elpusztította az Androidokat. Annak érdekében, hogy megszerezze a tökéletes formáját, Cell megölte Trunksot, visszaredukálta magát egy kezdetlegesebb formába (hogy beférjen az időgépbe) és Trunks időgépével visszatért a cselekmény idősíkjába, hogy elnyelhesse az ekkor még létező C-17-et és C-18-at.

## Személyiség
Cell személyisége agresszív és rosszindulatú, de némileg függ az aktuális formájától is.

## Megjelenés
Cell megjelenése attól függ, hogy melyik formában van, azonban közös jellemző a rovarszerű megjelenés, zöld bőr fekete foltokkal, rovarszerű szárnyfedők és a fején lévő két nyúlvány.

### Kezdetleges Forma
Ebben a formában Cell egy hatalmas, lábakkal rendelkező rovarlárvára emlékeztet. Teste szelvényezett, jelen vannak a szárnyfedők, a fején lévő nyúlványok, a teste vízszintes felépítésű, valamint a szája vékony, függőlegesen hosszúkás, kidomborodó, szelvényezett állkapoccsal. Ez az a forma, ami kikelt a tojásból, amivé visszaredukálta Cell magát, hogy beférjen az időgépbe.

### Tökéletlen Forma
Ebben a formában Cellnek még erős rovarszerű megjelenése van. A bőre zöld, fekete pettyekkel, kivéve a törzse alsó része, az állkapcsa, a koponyája hátsó része illetve az ágyékánál egy rész, azok barnák és szelvényezettek. Mellkasa közepe és  a homloka fényes fekete. A lába három ujjú és van egy hosszú farka fémszerű tüskével a végén (Ezzel szívja el az áldozatok életerejét, illetve ki is tudja tágítani, hogy elnyelhesse vele az androidokat). Cell egy agresszív és harcias szörnyeteg, aki rendkívül célratörő annak érdekében, hogy elnyelje az Androidokat és elnyerje végső formáját. Nagyon brutális, és ember életeket nem kímélve törekszik mind erősebbé válni (ezt bizonyítja az is, hogy rengeteg ember vérét kiszívta, hogy megnőjön az ereje arra a szintre, hogy szembeszállhasson az Androidokkal). Ezek mellett azonban számító és ravasz is, ugyanis ha látja, hogy nincs esélye valakivel szemben inkább igyekszik elmenekülni és elbújik, amíg a veszély elmúlik.

### Féltökéletes Forma
Ezt a formát akkor érte el Cell amikor elnyelte C17-et. A hirtelen erőnövekedés nagyon arrogánssá tette, és ekkor már nyíltan áll ki mindenki ellen, és nem próbál meg elbújni. Azonban ez az arroganciája pánikba csap át amikor Vegita a 'Ultra Super Saiya-jin' Fokozatával különösebb erőfeszítés nélkül legyőzi. Ekkor már inkább pszichológiailag próbál hatni Vegitára, mint fizikailag, ugyanis építve Vegita büszkeségére eléri nála, hogy elnyelhesse C18-at. Főbb eltérések a Tökéletlen Formához képest: a lábfejen az ujjak visszahúzódnak és barnává változik, fényes feketévé válnak a lábszárai, az alkarjai, a törzse két oldalának a középső harmada, a koponyája teteje, a nyaka elülső fele, az arca közepe valamint a farka egyik oldala, a farka másik oldala barna szelvényezett. A homlokán lévő fekete folt eltűnik, és a nyúlványok szétválnak és két oldalt határolják a fejet valamint a szája is emberi lett.

### Tökéletes Forma
Ezt a formát C18 elnyelése után szerezte meg. Arroganciája némileg finomabbá válik, és ellentétben előző formáival képes elismerni ellenfelei erejét és képességeit (példa erre az, hogy harcuk során többször méltatta Goku képességeit). Legfőbb motivációja, hogy tesztelje Tökéletes Formája erejét, éppen ezért bejelenti a Cell Játékokat, hogy félig-meddig keretet adjon ezen vágyának. Főbb változások: nincs szelvényezett rész, hanem az egész teste zöld, fekete pöttyökkel, kivéve: mellkasa, vállai a koponyája felső része a szárnyfedői és lábszárai fényes feketék, valamint az arca és kezei szürkék. Az arca már sokkal emberibb (megjelent az orr is) és az arcéleit egy sárga sáv határolja. A farka visszahúzódik, mindössze a tüske látszik ki a szárnyfedők közül.

### Szuper Tökéletes Forma
Ezt a formát akkor szerezte meg, miután a felrobbant testét visszaregenerálta. Az eredmény egy rendkívüli erőnövekedés, amely képes felvenni a versenyt Super Saiya-jin 2 Son Gohannal is. Az egyetlen eltérés a Tökéletes Formához képest, hogy megjelent egy erős sárga aura villámokkal a teste körül.

## Képességek
Mivel Cell különféle harcosok sejtjeiből alkották meg, ezért a technikái is azon harcosok technikáiból tevődik össze, valamint rendelkezik azon harcosok faji képességeivel is.
Saiya-jinoktól a Zenkai Power képességet szerezte meg, ami lehetővé teszi, hogy erősödjön minden alkalommal amikor sérülésből gyógyul fel.
Piccolótól nameki képességét, a regenerációt szerezte meg.
Freezától és apjától a világűrben való túlélés képességét szerezte meg.
Cell valamint képes elszívni mások életerejét azáltal, hogy beléjük szúrja a farokvégi tüskéjét, majd kiszívja az életerejüket, növelve az ő erejét.
Technikák, képességek
- Kí-érzékelés/rejtés: Mások energiáinak érzékelése, saját energiajel álcázása.
- Bukujutsu: Cell képes repülni a kíje segítségével.
- Változatos kí-lövések
- Kamehameha: A Dragon Ball legismertebb mozdulata, egy kí-sugár  amit a két kézből lőnek. Ennél a mozdulatnál Cell először a két kezét begörbített ujjakkal maga elé teszi, majd ilyen állásban oldalra és a lövés pillanatában megint maga elé teszi. Ezt a mozdulatot Gokutól vette.
- Makankosappo: Cell a homloka elé helyezi a mutató és középső ujját kinyújtva, energiát gyűjt, majd lő az ujjaiból egy spirális, sárga kí-sugarat. Piccolótól vette át.
- Gallick-Ho : Cell az oldalára teszi a kezeit, úgy, hogy az egyik keze a másik keze fölött legyen, energiát gyűjt, majd lő egy lila sugarat. Vegetától vette át.
- Frieza Beam: Cell lő egy rendkívül gyors lila sugarat. Friezától vette át.
- Kikohou: Cell háromszögben összeteszi a kezét majd lő egy erős sugarat, amely általában egy nagy krátert hagy a talajban. Tensinhantól vette át.
- Tsubi Kienzan: Cell képes lila vágókorongokat létrehozni a kíjéből, amit szabadon irányíthat különféle kézmozdulatokkal. Friezától vette át.
- Taiyoken: Cell egy erős fényforrást hoz létre, ami erősen zavarja az ellenfél látását. Gokutól vagy Tensinhantól vette át.

- Shishin no Ken: Cell képes magát négy testté választani ezáltal több ellenféllel felvenni a harcot. Tensinhantól vette át.
- Telekinézis: Cell képes mozgatni tárgyakat a kíje segítségével.
- Kiai-Ho: Ki-áramlat, ami meglöki az ellenfelet.
- Barrier: Cell képes a kíjéből létrehozni egy erőfalat ami megvédi a támadásoktól és más erőhatásoktól.
- Shunkan Ido: Cell képes bármilyen energiaforrás közelébe teleportálni, ha érzékeli az adott kít. Gokutól vette át.
- Zenkai: A saiyan-genetikáját felhasználva mindig erősebb lesz, amint egy szörnyű, halálközeli sérülésből gyógyul fel.
- Regeneráció: Piccolo sejtjei miatt képes regenerálni, azonban ő sokkal nagyobb mértékben képes a testét regenerálni, mint Piccolo.
- Survivability: Frieza sejtjeit felhasználva képes gyakorlatilag bármilyen szörnyű sérülést komolyabb megpróbáltatás nélkül túlélni. Az űrben, erős vákuumban és oxigénhiányos környezetben szintén életben marad.
- Cell Jr.: Cell képes kicsinyített másait, úgynevezett Cell Jr.-okat létrehozni. A Cell Jr. úgy néznek ki, mint ő, csak kisebbek és kék a bőrük.
- Genkidama.: AZ univerzum erejét képes egy hatalmas támadásban összpontosítani. Gokutól vette át. Használni nem használta de utalt rá hogy képes lenne rá. A Budokai 3-ban (PS2) ez volt a végső támadása. NEM keverendő a Tenkaichi 3-mal.

## Fordítás
- Ez a szócikk részben vagy egészben  a   Cell (Dragon Ball) című angol Wikipédia-szócikk fordításán alapul.  Az eredeti cikk szerkesztőit annak laptörténete sorolja fel. Ez a jelzés csupán a megfogalmazás eredetét és a szerzői jogokat jelzi, nem szolgál a cikkben szereplő információk forrásmegjelöléseként.